# A. Stein’sche Mediengruppe
A. Stein’sche Mediengruppe GmbH ist ein Buchhändler in Werl. In den vergangenen Jahren sind weitere Geschäftsfelder im Fachinformationshandel hinzugekommen. Die Gruppe hat 14 innerdeutsche und drei internationale Standorte.

## Geschichte
Seinen Ursprung hat das Unternehmen im Jahr 1713, als Philipp Stein nach Werl zieht und vier Jahre später das Bürgerrecht erhielt. Philipp Stein war Sohn eines Würzburger Buchbinders. Seine Nachfahren Raymund und Anton Stein eröffnen dort 1843 schließlich die Stein'sche Buchhandlung. Neben Büchern gab es darin damals auch Produkte wie Haarwuchsmittel und Messer zu kaufen. Anton Stein rief mit der Der Freimüthige eine der ersten Lokalzeitungen ins Leben, welche weniger Jahre später wieder eingestellt wurde. Raymund Stein betrieb eine Druckerei und so traten die beiden Brüder auch als Verleger von Schulbüchern, Heimatwerken und Ratgebern für Haus und Hof in Erscheinung und arbeiteten auch an der Veröffentlichung verschiedener anderer Zeitungen mit. Ab 2018 übernahm Stein verschiedene Fachinformationshändler.
Neben der Buchhandlung in Werl liegen die Hauptstandbeine der Mediengruppe im Unternehmenskundengeschäft, im Versandbuchhandel und in der B2C-Logistik, vor allem für Verlags-Onlineshops. Die A. Stein’sche Mediengruppe GmbH steht hinter Schweitzer Fachinformationen an der zweiten Stelle der deutschen Fachbuchhandel.

## Gliederung
Zur Mediengruppe Stein gehören folgende Marken:
- Stein Service: Ciando, Quolibris
- Buchhandlungen: Nur gute Bücher (online), T. Hector (Frankfurt am Main), Semdoc (online), A. Stein’sche (Werl), Unibuch (Dortmund), A. Hinrichsen (Holzminden)
- Öffentliche Hand: Semdoc, Piepermedia
- Bildung: Fachbuch Richter (Münster)
- Bibliothen: F. Delbanco, Unibuch, JSW (Dortmund), Massmann
- RWS: T. Hector, Solon, Deubner Medien
- Firmenkunden: ims (Hamburg), LSL (Leipzig)
- Medizin: Frohberg (Berlin)

Außerdem gehört zur Mediengruppe der Verlag A. Müller in Stuttgart.